# Film per non dormire: Amici veri
Amici Veri (Adivina quién soy) è un film per la televisione del 2006 diretto da Enrique Urbizu.
Fa parte della serie Film per non dormire (Películas para no dormir) trasmessa in Spagna sul canale privato Telecinco e in Italia su Rai 3. In Italia la serie è stata anche distribuita in home-video nel 2013 in un unico cofanetto contenente tutti e 6 i film.